# Panoria Comnène
Laure Marie Stefanopoli dite Panoria Stéfanopoli (ou Stephanopoli de Comnène) est la fille de Constantin Stefanopoli, l'un des chefs de la colonie grecque de Paomia (actuellement Cargèse, en Corse) au nord d'Ajaccio, fondée à la fin du XVIIe siècle par les Protogeros Stefanopoulous du Magne (ou Maïne), sous la protection de la république de Gênes. 
Les Protogeros (lieutenants-gouverneurs) héréditaires du Magne ont toujours revendiqué leur descendance de David II Comnène (dernier empereur de Trébizonde). Ils abandonnèrent le Magne pour la Calabre puis pour la Corse, devant les dernières invasions turques du Péloponnèse, à la fin du XVIIe siècle. 
Elle est la sœur du « prince » Démétrius Stephanopoli de Comnène.
Elle est la mère d'Albert Permon, condisciple de Napoléon Bonaparte à l'École de Brienne, de Cécile Permon (épouse de Pierre de Geoffre) et de Laure Permon (épouse du général Junot, duc d'Abrantès).